# Huawei Mate 20
Huawei Mate 20, con le sue varianti Mate 20 Pro, Mate 20 Lite, Mate 20 X e Mate 20 Porsche RS, è uno smartphone cinese Android progettato e commercializzato da Huawei. I dispositivi fanno parte della linea Mate, seguendo il Huawei Mate 10. I modelli sono stati presentati a Londra nell'ottobre 2018.

## Specifiche tecniche

### Hardware
Huawei Mate 20 e Mate 20 Pro sono entrambi costruiti con frame in metallo e retro in vetro, permettendo così la ricarica wireless con la quale, oltre a ricaricare il telefono stesso, possono ricaricare a loro volta altri dispositivi sfruttando la propria batteria, rispettivamente da 4000 e 4200 mAh.
Il processore è l'HiSilicon Kirin 980, la memoria ROM a disposizione è di 128 GB, mentre la RAM è da 4 GB per il Mate 20, e da 6 GB per il Mate 20 Pro.
Il display adottato, invece, varia a seconda del modello: il Mate 20 ha un pannello da 6.53 pollici con risoluzione 1080 x 2244 pixel e tecnologia IPS LCD, il Mate 20 Pro, invece, un 6.39 pollici da 1440 x 3120 pixel e tecnologia OLED.
Entrambi hanno un modulo fotocamera composto da tre lenti, 12, 16 e 8 megapixel per il modello base, 40, 20 ed 8 per il Mate 20 Pro. La fotocamere frontale è da 24 megapixel in entrambi i modelli.
Huawei Mate 20 Lite è la versione economica dello smartphone, possiede infatti un processore HiSilicon Kirin 710, con 4 GB di RAM e 64 GB di ROM.
Il display è un 6.3 pollici IPS LCD da 1080 x 2340 pixel, e ha una lente in meno dei modelli superiori, ovvero una 20 ed una 2 megapixel, stabilizzate digitalmente. La fotocamere frontale resta da 24 megapixel.

### Software
Tutte le varianti del Huawei Mate 20 sono state commercializzate con Android 9.0 Pie e EMUI 9.0, che aggiunge gesture di navigazione.

## Varianti

### Porsche Design
Come per il Mate 9 ed il Mate 10, anche il Mate 20 ha una variante Porsche Design RS, con memoria RAM da 8 GB e ROM da 256 o 512 GB.

### Mate 20 X
Huawei Mate 20 X è una versione più grande del Mate 20. Ha infatti un pannello da 7.2 pollici ed una batteria da 5000 mAh.